# Bennie Boatwright
Bennie Francois Boatwright III (Los Ángeles, California; 13 de julio de 1996) es un jugador de baloncesto estadounidense que actualmente se encuentra sun equipo. Con 2,08 metros de estatura, juega en la posición de ala-pívot.

## Trayectoria deportiva

### Universidad
Jugó cuatro temporadas con los Trojans de la Universidad del Sur de California, en las que promedió 14,5 puntos, 5,7 rebotes y 1,8 asistencias por partido. En su última temporada fue incluido en el mejor quinteto de la Pac-12 Conference.

### Profesional
Tras no ser elegido en el Draft de la NBA de 2019, se unió a los Detroit Pistons para disputar las Ligas de Verano de la NBA, pero no llegó a disputar ningún partido. 
El 18 de octubre, Boatwright firmó con los Memphis Grizzlies, pero fue despedido al día siguiente. Finalmente fue asignado a su filial en la NBA G League, los Memphis Hustle.
El 10 de septiembre de 2021, Fort Wayne Mad Ants adquirió los derechos de jugador procedentes de Memphis Hustle.